# Олаф I (король Норвегії)
О́лаф I Трю́ггвасон (норв. Olav Tryggvason; близько 964–1000) — король Норвегії від 995 до 1000 року. Походив з династії Інглінгів.

## Життєпис

### Молоді роки
Син Трюггві Олафссона, володаря Вестфолду і внука Гаральда I, й Астрід Ейріксдотір, доньки Ейріка I «Кривава Сокира».
Після загибелі батька при Гаральді II Сірому Плащі Астрід з молодим Олафом змушена була втекти до Швеції, а звідти до Гольмгарду;. Тут на службі у великого князя Володимира Святославича був брат Астрід — Сігурд. На шляху до Новгорода (на думку Юрія Диби й Ігоря Мицька, цим Новим городом міг бути розташований на Лузі волинський го́род — дитинець майбутнього Володимира) Олафа разом з його судном захопили естські пірати поблизу острова Сааремаа й майбутній король став рабом пірата Клеркона. Тоді Олафові виповнилося три роки. Тільки через 6 років Сігурд Еріксон дізнався, що його небіж Олаф у рабстві в естів, і викупив його. Після цього Олаф мешкав у Гольмгарді (за іншою версією — у Новгороді).
З часом Олаф вступив на службу до великого князя Володимира й вступив на посаду в Новгороді, яку до того обіймав його дядько Сігурд. А втім, незабаром почалися тертя між Олафом та його паном — великим князем, і Олаф покинув службу у володаря Русі та вирушив до Балтики.
Олаф почав здійснювати піратські рейди на землі балтійських країн. Під час одного з них у Вендланді він познайомився з місцевою володаркою Гейрою і незабаром одружився з нею. Олаф допоміг Гейрі приборкати непокірних їй васалів, після чого здійснив декілька успішних морських походів до Сконе і Готланду. Після цього брав участь у війні об'єднаних сил Данії, Вендланду й Норвегії проти імператора Священної Римської імперії Оттона III, який намагався підкорити балтійські землі імператорській владі. Унаслідок цих дій Оттон III зазнав поразки.
Після цього Олаф продовжив мешкати у Вендланді, а після смерті дружина Гейри, 984 року почав знову здійснювати походи на Фрисландію, Гебридські та Оркнейські острови. 988 року Олаф воював у центральній Ірландії. Того самого 994 року Олаф у Кентербері (Англія) прийняв християнство.

### Володарювання
995 року накопичення незадоволення правлінням Гокона Сігурдсона вилилося в заколот проти нього. Врешті-решт його вбив його власний раб. Загальний тінг Норвегії запросив Олафа зайняти трон королівства. На загальних зборах він був проголошений верховним конунгом (королем) Норвегії. Норвегія вийшла з-під влади Данії.

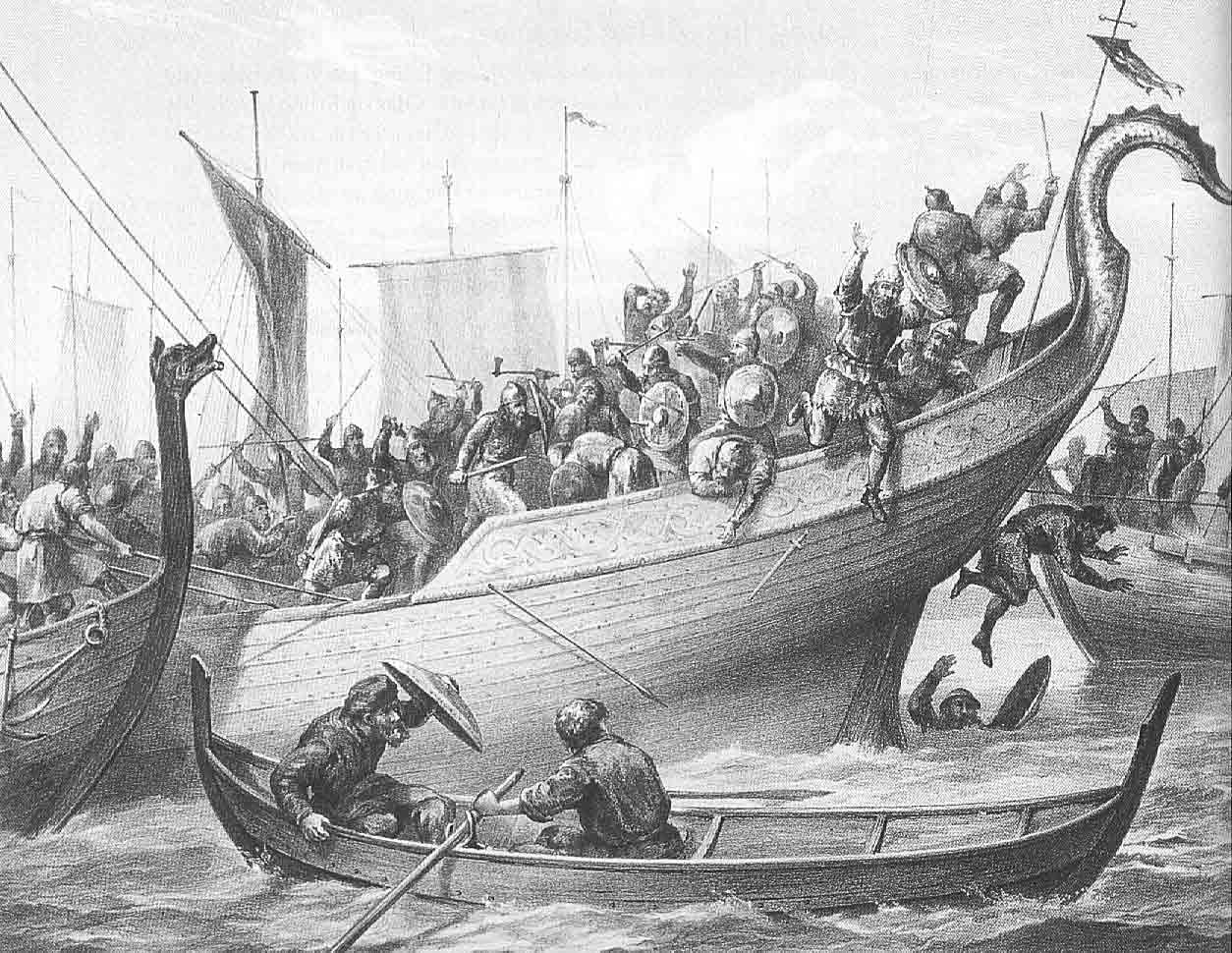
Битва під Сволдером (Slaget ved Svoldre). Картина Петера Арбо

Із самого початку Олаф I почав проводити політику зміцнення країни, впровадження християнства як заходу послаблення влади місцевих гевдингів і посилення впливу короля. 995 року збудовано першу дерев'яну церкву в Норвегії. Він хрестив Лейва Еріксона, майбутнього першопроходця в Америці та найвпливовішого володаря в Гренландії, який надалі поширював християнську віру в Гренландії. Відтоді гренладські землі вважалися власністю норвезького короля. Олаф I також хрестив мешканців Оркнейських островів, які визнавали владу Норвегії. Водночас 997 року засновано столицю країни — Нідарос (сучасний Тронгейм).
Олаф I мав намір поширити вплив та владу Норвегії на більшість земель Балтики. У цій боротьбі проти норвезького короля виступили володарі Данії, Швеції та Вендланду. Вирішальна битва між супротивниками відбулася 1000 року біля Сволдера, в якій Олаф зазнав поразки й загинув.